# Blepharita satura
Blepharita satura là một loài bướm đêm trong họ Noctuidae.